# Olbracht Jagiellończyk
Olbracht (Wojciech) (ur. i zm. 20 września 1527 w Niepołomicach) – królewicz polski i książę litewski, młodszy syn Zygmunta I Starego i Bony Sforzy. Był ostatnim legalnym dzieckiem urodzonym w dynastii Jagiellonów. Po jego narodzinach królowa Bona nie mogła mieć potomstwa i obwiniała się o jego przedwczesny zgon.

## Pochodzenie
Olbracht (Wojciech) był drugim synem, a zarazem szóstym i najmłodszym dzieckiem Zygmunta I Starego, króla Polski i wielkiego księcia litewskiego, i jego drugiej żony Bony Sforzy, księżniczki Mediolanu i Bari.

## Imiona
Otrzymał imię Olbracht, które jest spolszczoną formą imienia Albert. Przypuszczalnie został nazwany na cześć swojego stryja, polskiego króla Jana I Olbrachta lub pradziadka króla Albrechta II Habsburga. W wielu opracowaniach podaje się dwie wersje imienia królewicza – Olbracht i Wojciech. Pojawienie się w literaturze imienia Wojciech może być wynikiem ówczesnego łączenia imion Albertus i Adalbertus.

## Narodziny i zgon
Okoliczności narodzin i śmierci królewicza zostały opisane przez kronikarza Marcina Bielskiego: Z Krakowa ruszył król do Niepołomic z królową Boną i ze wszystkim dworem na krotochwile, gdzie tam miał niedźwiedzia na obyczaj wielkiego, którego z Litwy przywieziono w skrzyni. Gdy go wypuszczono w gaju blisko Wisły, poszczuwano go wielkimi psy najpierw, których on ze sto połamał, pobił i poranił; chłopów było z trzystu z oszczepy. […] Puścił się potem tam, gdzie królowa stała, która, uciekając przed nim, potknął się koń pod nią, spadła i uraziła się, bo była brzemienna. Według księdza Bernarda z Biskupic królowa była wówczas w piątym miesiącu ciąży. Po wypadku urodziła syna, który zmarł po kilku godzinach, jeszcze tego samego dnia. Oznacza to, że ciąża była bardziej zaawansowana niż podaje to ksiądz Bernard z Biskupic.

## Pochówek
Olbracht został pochowany w Niepołomicach. Na prośbę królowej Bony, zwłoki Olbrachta zostały ekshumowane i złożone w krypcie wawelskiej w roku 1548, podczas uroczystości pogrzebowych Zygmunta I.